# 张明远 (1906年)

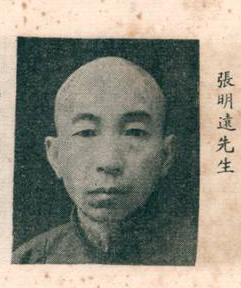
張明遠近照

张明远（1906年11月23日—1998年12月24日），原名张金言、字佩琛，河北省玉田县前独树村人。中国共产党高级干部。中共十三大、十四大、十五大特邀代表。

## 生平
1926年参加广州农民运动讲习所第六期。